# (2374) Владвысоцкий
(2374) Владвысоцкий (лат. Vladvysotskij) — астероид главного пояса, который был открыт 22 августа 1974 года советским астрономом Людмилой Журавлёвой и назван в честь поэта и актёра Владимира Высоцкого.

Орбита астероида Владвысоцкий и его положение в Солнечной системе
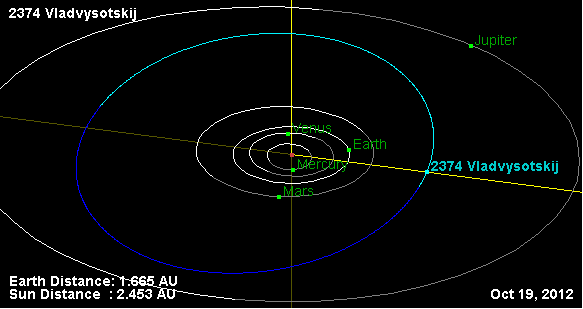
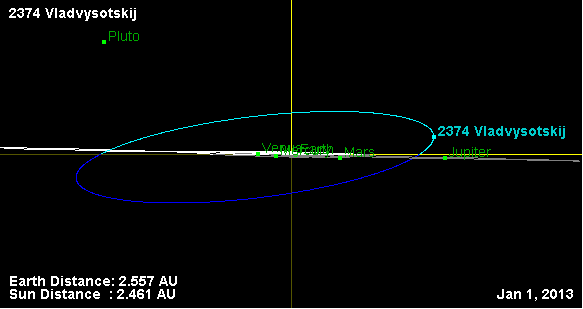

## История открытия
С 22 августа по 23 сентября 1974 года астероид наблюдался в Крымской обсерватории 9 раз. На основании полученных данных были вычислены элементы орбиты. Днём открытия считается первый день серии наблюдений.
Этот астероид уже наблюдался ранее 17 октября 1958 года обсерваторией Бруклина Индианского университета (США), однако поскольку отдельные одиночные наблюдения не могут считаться открытием планеты, то первооткрывателями планеты считаются именно сотрудники Крымской обсерватории. 
Открытие планеты было отражено в циркуляре малых планет 5978 от 1 мая 1981 года, после чего появляется возможность назвать планету. Название планеты зарегистрировано Центром малых планет (Гарвард-Смитсоновский центр астрофизики, США) за № 7617 от 28 января 1983 года.

## В культуре
...В 1985 году я узнала, что астрономы Крымской обсерватории назвали новый астероид, открытый между орбитами Марса и Юпитера: Владвысоцкий.

Знак астероида Владвысоцкий на стене ДиКЦ «Костино» в Королёве

В международный каталог небесных тел он внесен под номером 2374.
Часто, глядя на небо, я улыбаюсь при мысли, что там в бесконечном и разнообразном мире блуждает маленькая светящаяся точка, не знающее покоя небесное тело, навсегда связанное с именем моего мужа.

Это так хорошо.Марина Влади, «Владимир, или Прерванный полет»
В декабре 2016 года на стене делового и культурного центра «Костино» в Королёве, где прошёл последний концерт Владимира Высоцкого летом 1980 года, был открыт барельеф в виде астероида Владвысоцкий, созданный латышским скульптором Янисом Струпулисом. В каменное основание вмонтирован круглый медальон с розой ветров, в центре которой изображён астероид, а вокруг расположены автографы космонавтов Алексея Леонова, Георгия Гречко, Виктора Савиных, Анатолия Соловьёва, Владимира Ремека, Зигмунда Йена и Мирослава Гермашевского. На открытии барельефа присутствовали Никита Высоцкий и Сергей Безруков.